# Margarida de Áustria, Duquesa de Saboia
Margarida de Áustria (Bruxelas, 10 de janeiro de 1480  — Mechelen, 1 de dezembro de 1530), foi Arquiduquesa da Áustria por nascimento, Princesa das Astúrias como esposa de João, e depois Duquesa consorte de Saboia como esposa de Felisberto II, além de ter sido Governadora dos Países Baixos de 1507 a 1530.

## Biografia

### França

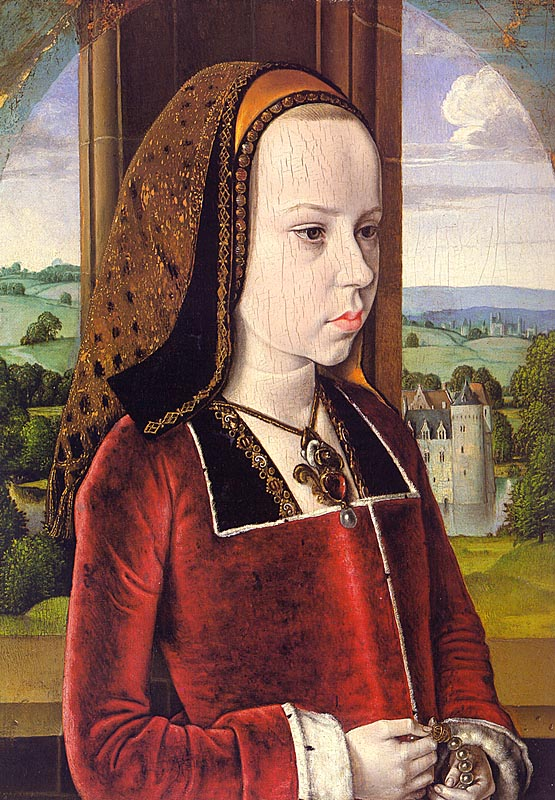
Margarida
Por Mestre de Moulins, 1490-1491

Margarida nasceu em 10 de janeiro de 1480, como a segunda criança e única filha de Maximiliano I do Sacro Império Romano-Germânico e Maria, Duquesa da Borgonha, co-soberanos dos Países Baixos. Ela recebeu o nome da madrasta da mãe, Margarida de Iorque, Duquesa da Borgonha, que era especialmente próxima da Duquesa Maria. Em 1482, a mãe de Margarida morreu e seu irmão mais velho, Filipe, o Belo, na época com três anos de idade, a sucedeu como soberana dos Países Baixos, com seu pai Maximiliano como seu regente.
Em 1482, o rei Luís XI de França assinou o Tratado de Arras, por meio do qual seu pai prometeu dar a mão de Margarida em casamento ao filho de Luís, Carlos. O noivado ocorreu em 1483. Margarida, com Franco-Condado e Artésia como seu dote, foi transferida para a tutela do rei Luís XI da França, que morreu logo depois. Ela foi educada na corte real francesa e preparada para seu futuro papel como rainha da França. Ela foi criada como filha da França por Madame de Segré, sob a supervisão da irmã e regente de seu noivo, Ana de França. Várias crianças nobres franceses tiveram sua educação supervisionada por Ana também, entre os quais Luísa de Saboia, com quem ela mais tarde iria negociar a paz.
Margarida desenvolveu uma afeição genuína por Carlos. No entanto, no outono de 1491, ele renunciou ao tratado e casou-se com a madrasta de Margarida, Ana, Duquesa da Bretanha, por razões políticas. A corte francesa deixou de tratar Margarida como rainha no início de 1491. A duquesa da Bretanha foi casada com o pai de Margarida por procuração, mas o casamento foi anulado. Margarida não foi devolvida ao tribunal de sua avó até junho de 1493, depois que o Tratado de Senlis foi assinado em maio daquele ano. Margarida foi ferida pela ação de Carlos e ficou com um sentimento de ressentimento duradouro em relação à França.

### Princesa das Astúrias
Para conseguir uma aliança com a rainha Isabel I de Castela e o rei Fernando II de Aragão, seu pai começou a negociar o casamento de seu único filho e herdeiro, João, Príncipe das Astúrias, a Margarida; assim como o casamento de sua filha, Joana para Filipe. Margarida deixou a Holanda para a Espanha no final de 1496. O casamento ocorreu em 1497. João morreu depois de apenas seis meses, em 4 de outubro. Margarida ficou grávida, mas em 8 de dezembro de 1497 ela deu à luz uma filha prematura nascida morta. A princesa viúva das Astúrias retornou à Holanda no início de 1500, quando seu irmão e sua cunhada a convidaram para ser madrinha de seu filho recém-nascido, Carlos .

### Duquesa de Saboia
Em 1501, Margarida se casou com Felisberto II, Duque de Saboia. Este casamento também não teve filhos, e ele morreu depois de três anos. Margarida, atingida pelo pesar, tentou atirar-se pela janela, mas foi salva. Depois de ser persuadida a enterrar seu marido, ele teve seu coração embalsamado para que ela pudesse mantê-lo junto a si para sempre. Margarida jurou nunca casar-se novamente e, por esta razão, seu historiador e poeta da corte Jean Lemaire de Belges deu a ela o título de "Senhora do Luto".

### Regente dos Habsburgo nos Países Baixos
Durante uma carreira extraordinariamente bem-sucedida, que durou de 1506 até sua morte em 1530, Margarida abriu novos caminhos para mulheres governantes. Após a morte prematura de seu irmão Filipe, em novembro de 1506, ela se tornou a única mulher eleita como governante pela assembleia representativa de Franche-Comté (seu título foi confirmado em 1509). Seu pai Imperador Maximiliano nomeou seu governador dos Países Baixos e guardião de seu jovem sobrinho Carlos (o futuro Carlos V do Sacro Império Romano-Germânico) em 1507. De seu palácio recém-construído em Mechelen, Margarida atuou como intermediária entre o pai e os sobrinhos de seu sobrinho. Nos Países Baixos, negociou a restauração de um tratado de comércio com a Inglaterra e desempenhou um papel na formação da Liga de Cambrai (1508). Após sua maioria em 1515, Carlos se rebelou contra sua influência, mas ele logo a reconheceu como uma de suas mais sábias conselheiras, e - a única regente jamais re-nomeada indefinidamente pelo governante que a dispensou - ela foi novamente governadora dos Países Baixos a partir de 1519 até sua morte em 1 de dezembro de 1530. Em 1529, juntamente com Luísa de Saboia, ela negociou o Tratado de Cambrai, a chamada "Paz das Damas".
Seu reinado foi um período de relativa paz e prosperidade para os Países Baixos, embora a Reforma Protestante tenha começado a criar raízes, especialmente no norte. Os primeiros mártires protestantes foram queimados na fogueira em 1523. Ela teve alguma dificuldade em manter o Carlos II, Duque de Gueldres sob controle. Ela poderia tê-lo feito assinar o Tratado de Gorinchem em 1528, mas o problema não foi tratado de forma conclusiva durante seu reinado.

### Morte
Em novembro de 1530, uma das criadas de Margarida quebrou uma taça de vidro. Uma lasca de vidro entrou no pé de Margarida e a ferida ficou gangrenosa. Seus médicos recomendaram fortemente que ela concordasse em ter seu pé amputado. Ela deu seu consentimento para a operação, recebeu o sacramento e revisou sua vontade. Antes que a amputação pudesse ser realizada, no entanto, ela morreu, aparentemente de uma overdose de ópio dada a ela em preparação para a operação. 

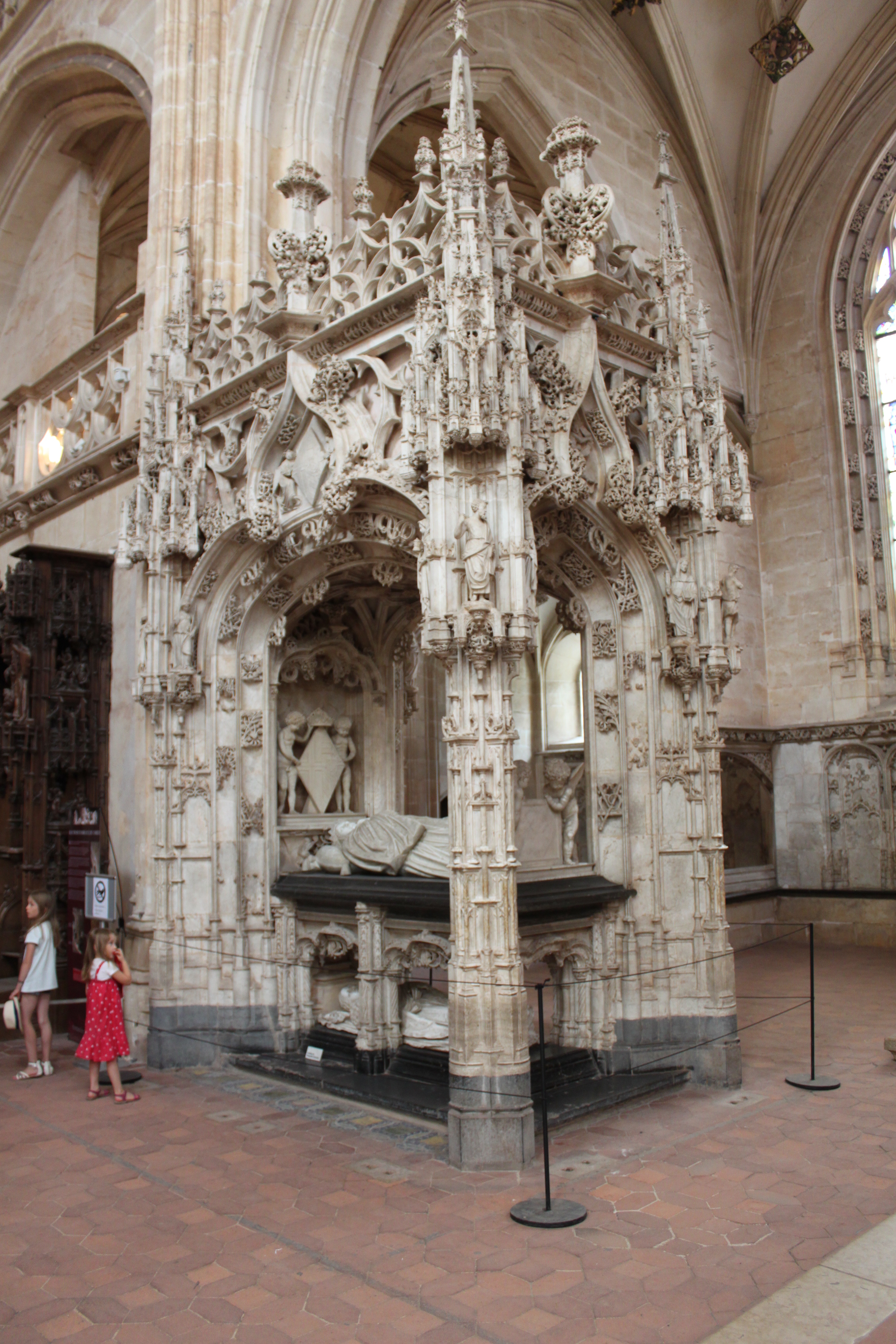
Túmulo de Margarida da Áustria, Mosteiro de Brou, Bourg-en-Bresse

Ela morreu em Mechelen aos cinquenta anos de idade no dia 1 de dezembro, depois de nomear seu sobrinho, Carlos V, como seu herdeiro universal e único. Ela é enterrada em Bourg-en-Bresse, em um magnífico mausoléu no Mosteiro Real de Brou que ela encomendou para comemorar seu segundo marido e ela mesma. 
Há uma estátua dela ao lado da catedral de Mechelen.